# Javier Alejandro Mascherano

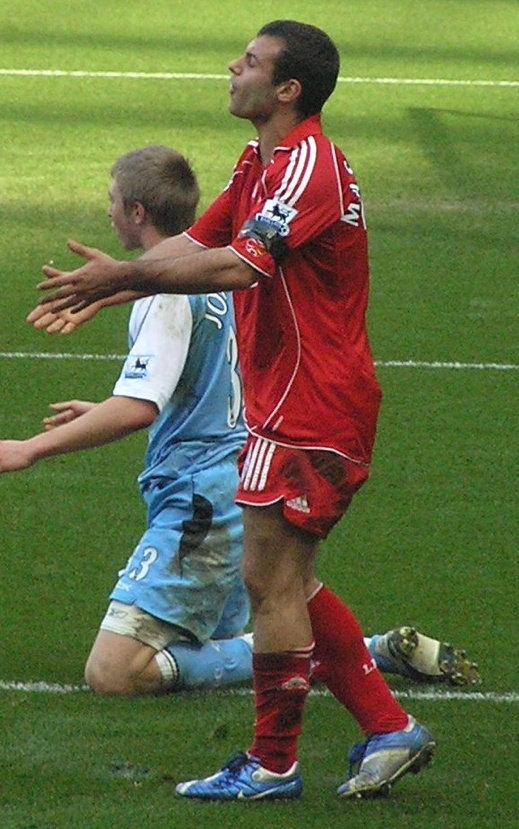
Mascherano en acció pel Liverpool

Javier Alejandro Mascherano (San Lorenzo, Província de Santa Fe, Argentina; 8 de juny de 1984) és un exfutbolista i entrenador argentí. Actualment és l'entrenador de l'Inter de Miami.
Normalment havia jugat de migcampista defensiu abans d'arribar al FC Barcelona i era considerat un dels millors del món en la seva posició. Tanmateix, l'entrenador Pep Guardiola el va ressituar a la posició de defensa central.
Entre els màxims premis obtinguts en la seva carrera destaquen, a nivell de selecció, un Campionat Sud-americà Sub-20 i dues medalles d'or en els Jocs Olímpics d'estiu de 2004 i en els Jocs Olímpics d'estiu de 2008 respectivament; sent l'únic jugador de futbol capaç d'aconseguir això. A nivell de clubs ha guanyat un Campionat argentí de futbol amb el River Plate de l'Argentina, una Lliga Brasilera amb el Corinthians i nombrosos títols amb l'equip en què juga, el Futbol Club Barcelona, entre ells quatre lligues espanyoles i dues Champions League.

## Trajectòria
Va néixer a San Lorenzo, una localitat situada a Santa Fe, província de la qual són originaris grans estendards del futbol argentí com ara Lionel Messi, Jorge Valdano, Gabriel Batistuta i Marcelo Bielsa entre d'altres.
En els seus inicis, Mascherano jugà en dos clubs de la seva ciutat, el Cerámica San Lorenzo i el Barrio Vila, fins que va ser descobert per l'exfutbolista Jorge Solari en un dels «potreros» del seu barri natal. A Solari l'havien informat que hi havia un noi de 14 anys amb potencial, i en comprovar-ho, el va incorporar al club de Rosario que havia fundat, anomenat Renato Cesarini, distingit com una "Escola de Futbol" de formació i ensenyament excelsa. Ja des dels seus 14 anys destacava com un jugador que arribava a la porteria i era tranquil; que tenia personalitat, sense cridar, algú que s'imposava per la seva intel·ligència. També en aquesta època és quan Hugo Tocalli - qui era per llavors seleccionador dels juvenils argentins - li va fer una prova i el convocà per la selecció argentina juvenil on formà part de les diverses categories al llarg dels anys.

### Club Atlético River Plate
Paral·lelament emigrà a Buenos Aires, ja que ingressà a les inferiors del Club Atlético River Plate i, igualment com a la selecció juvenil, va cridar l'atenció, fins al punt que el club Ajax li va oferir d'incorporar-se a la seva institució, tot i que Mascherano finalment desistí.
En les categories inferiors de l'equip Milionari es consagrà campió de la setena divisió i mentre gaudia del títol, es preparava també a debutar en la selecció argentina absoluta en un partit amistós contra la selecció uruguaiana, la nit de la inauguració de l'Estadio Ciudad de La Plata. En un cas inèdit, posteriorment debutà en la Primera divisió del Campionat argentí de futbol el 3 d'agost de 2003 en el partit què River Plate vencé 2-1 al Club Atlético Nueva Chicago.

### FC Barcelona
El 7 de juny de 2014 es va anunciar la seva renovació amb el FC Barcelona per quatre anys més, fins al 2019, amb una clàusula de rescissió de 100 milions d'euros.
El 6 de juny de 2015 formà part de l'equip titular del Barça que va guanyar la final de la Lliga de Campions 2015, a l'Estadi Olímpic de Berlín per 1 a 3, contra la Juventus de Torí.
L'agost de 2015, després que Xavi hagués marxat del Barça, fou escollit pels companys quart capità de l'equip.
L'11 d'agost de 2015 va jugar, com a titular, al partit de la Supercopa d'Europa 2015, a Tbilissi, en què el Barça va guanyar el Sevilla CF per 5 a 4.
El 27 de juliol de 2016, Mascherano va signar un nou contracte amb el FC Barcelona, fins al 2019.
El 26 d'abril de 2017 va marcar el seu primer i únic gol amb el Barça, en xutar un penal en partit de lliga contra l'Osasuna.
El de 23 gener de 2018 el Barça va anunciar que Mascherano deixava el club després de set temporades i mitja, i es va acomiadar dels aficionats al Camp Nou el 25 de gener, just abans del derbi contra l'Espanyol en partit de tornada dels quarts de final de la Copa del Rei, en el qual va debutar el nou fitxatge blaugrana Philippe Coutinho.

### Selecció argentina
El juny de 2014 fou un dels 23 seleccionats per Alejandro Sabella per representar l'Argentina a la Copa del Món de Futbol de 2014 al Brasil. L'11 de juliol de 2014 la FIFA va anunciar la seva inclusió entre els deu candidats a la Pilota d'Or al Millor Jugador del Mundial (els guanyadors de les Pilotes d'Or, Plata i Bronze als tres millors jugadors del Mundial del Brasil serien anunciats el dia 14, un dia després de la disputa de la final del Mundial a l'estadi de Maracaná).

## Frau fiscal
El mes d'octubre de 2015 va admetre haver defraudat 1,5 milions d'euros a la Hisenda Pública Espanyola, uns diners que posteriorment va pagar amb interessos.

## Palmarès

### River Plate
- Lliga argentina de futbol (Clausura 2003-04)

### Corinthians
- Campionat brasiler de futbol (2005)

### FC Barcelona
- 2 Lligues de Campions de la UEFA: (2010-11, 2014-15[30])
- 4 Lligues espanyoles: (2010-11, 2012-13, 2014-15[31] i 2015-16[32])
- 4 Copes del Rei: (2011-12, 2014-15[33] 2015-16[34] i 2016-17[35])
- 3 Supercopes espanyoles: (2011, 2013,[36] 2016[37])
- 2 Supercopes d'Europa: (2011[38] i 2015[20])
- 2 Campionats del Món de Clubs de futbol (2011[39] i 2015[40])

### Selecció argentina
- Medalla d'or als Jocs Olímpics de 2004 i 2008)